# تداعی
تداعی در روان‌شناسی اشاره به یک پیوند روانی میان مفاهیم، رخدادها یا حالات ذهنی دارد که معمولاً از تجارب خاصی ریشه می‌گیرند. تداعی‌ها در چند مکاتب فکری در روان‌شناسی از جمله رفتارگرایی، تداعی گرایی روانکاوی، روان‌شناسی اجتماعی و ساختارگرایی بررسی می‌شوند. منشأ این ایده از افلاطون و ارسطو است بویژه اینکه ایشان به پدیده جانشینی خاطرات توجه داشتند. فیلسوفان همانند جان لاک، دیوید هیوم، دیوید هارتلیو جیمز میل نیز به این مفهوم پرداخته‌اند. جایگاه مفهوم تداعی در روان‌شناسی مدرن در زمینه‌هایی مانند حافظه، یادگیری و مطالعهٔ مسیرهای عصبی، دوباره پیدا شد.

## یادداشت
1. ↑  Klein, Stephen (2012).  Learning: Principles and Applications (6 ed.). SAGE Publications. شابک ‎۹۷۸−۱−۴۱۲۹−۸۷۳۴−۹.
2. ↑  Boring, E. G. (1950)
3. ↑  Smith, E. E. & Kosslyn, S. M. (2007)